# ブロッケンJr.
- キン肉マン > キン肉マンの登場人物 > ブロッケンJr.
- キン肉マンII世 > キン肉マンII世の登場人物 > ブロッケンJr.

ブロッケンJr.（ブロッケンジュニア）は、ゆでたまご作の漫画・アニメ『キン肉マン』およびその続編『キン肉マンII世』に登場する架空の人物。

## 人物
初登場は第2次怪獣退治編「7人の超人の巻」。ドイツの名門「ブロッケン一族」出身の超人で、ブロッケンマンの息子である。軍服に身を包み（原作初期は灰色、アニメでは紺。シャツや肌着はあまり着用せずに、素肌の上に直接軍服の上着を着ている場合がほとんどである。なお、アニメでは上半身の軍服下にタイツを着用）、ドクロの徽章（アニメ『王位争奪編』では鷲の紋章に変更）をあしらった軍帽を被っている。肌の色は原作では肌色だが、初代アニメでは白、ラーメンマンのセコンド時から「7人の悪魔超人編」までは赤いシャツを着ていた。「夢の超人タッグ編」以降は刺青が描かれ、前述の徽章を取ると素肌に戻る（アニメではタイツの模様に変更）。原作では素手だがアニメでは黒の手袋をしている。また着用のブーツは鎌でも切れないほど丈夫である。
ブロッケン一族は生まれながらの超人ではなく、本来は人間である。幼い頃からの厳しい訓練に耐えて一人前と認められた者は、18歳になると親からドクロの徽章を与えられ、それを身につけることで超人として活動することができる。そのため徽章を外すと人間の肉体に戻ってしまう。
眼は帽子の影に隠れて描かれない場合が多く、帽子を取っても影のままになっていることがある。眼が初めて描かれたのは「黄金のマスク編」だが、アニメでの初登場時は明確に描かれており、サングラスをかけている描写もあった。両肩にあるハーケンクロイツの刺青は、ブロッケンJr.が超人であることの証である（刺青が描かれたのはアニメ、原作とも「夢の超人タッグ編」からで、当初は素肌であった）。ドクロの徽章を外して肉体が人間に戻るとこの刺青も消えていく。帽子はリモコンハット（キャップ）とも呼ばれ、投げるなどして遠くに離れてもブロッケンJr.の元に戻ってくる性質がある。
性格は情熱的で理想家、義理人情に篤く涙もろい。「夢の超人タッグ編」において、友情パワーが悪魔超人に奪われた際には、最も早く友情が回復している。父譲りのラフファイトを売りとしており、荒削りながらも不屈の闘争心と絶対的な責任感により戦い抜く。ミスター・カーメン戦やザ・ニンジャ戦など実力以外の所で勝利をもぎ取った試合もある。頭脳プレーも得意とし、特に「キン肉星王位争奪編」では、キン肉マンソルジャー率いる残虐チームの参謀格として機転を利かせ数々のピンチを脱している。
第20回超人オリンピックにおいて、父のブロッケンマンを惨殺したラーメンマンを仇と憎んでいた。しかし自身が出場した第21回大会でラーメンマンに敗れた後、彼の偉大さに心酔し弟子のような存在となる。ただし打倒ラーメンマンを諦めた訳ではなく「いつか改めて勝負をしたい」と語っている。アイドル超人の中では最も若く、成り上がろうという野心も強く、将来性を期待されていた。実力は荒削りであるが、ラーメンマンから「オヤジのことは忘れろ」、スプリングマンには「短気を直せ」と指摘されており、精神面を向上させれば強くなると言われている。
『キン肉マンII世』では、新世代超人ジェイドの師匠として登場。王位継承サバイバルマッチ以降は大きな戦いがなかったため、超人レスラーとしては大成せずに終わっている。そのためジェイドに自身の技とゲルマン魂、そして超人レスリング界ナンバー1になるという自身が果たせなかった夢を託している。一方で、敗北・仇討ちの失敗は心に深い傷として残っており、それを思い出させるコンクリートデスマッチを見てトラウマがよみがえる描写があった。
連載再開後の完璧超人始祖編では、「王位争奪編」を経て精神的にも成長したが、まだまだ未熟な面もあるとされている。完璧超人「完掌」クラッシュマンを倒し、ザ・ニンジャ戦以来の勝利を手にしたが、完璧超人始祖「拾式」サイコマンには意地を見せるも、ダメージを与えることもできずに完敗している。
作者ゆでたまごは、ドリー・ファンク・Jr.のような「○○Jr.」といった名前のキャラクターを登場させたいと思っており、それがブロッケンJr.登場に繋がったという。後年では、ブロッケンマン惨殺が好評だったため、その続編的な話を作るために出したのが始まりとも語る。『キン肉マン』連載時において戦績こそ芳しくなかったものの、女性読者からの支持が高く、人気投票において常に上位に食い込んでいた。
モデルはフリッツ・フォン・エリック。

## 『キン肉マン』でのブロッケンJr.

### 生い立ち
ドイツの名門軍人一族ブロッケン一族に生まれる。ブロッケン一族は代々に渡って戦闘を生業とする戦闘超人の家系であり、ブロッケンJr.も幼少の頃から父・ブロッケンマンに戦闘技術や心構えなどの厳しい教育を受けている。
ブロッケンマンは第20回超人オリンピックにおいてラーメンマンと対戦し、惨殺されてしまう。葬儀の後、父の仇討ちのために打倒ラーメンマンに没頭、さらに厳しい訓練の日々を送ることになる。その甲斐あって、西ドイツで開かれた格闘大会では全て優勝、たった半年で200戦無敗という好成績を残し、第21回大会のドイツ代表に選出されている。
ただし、ビーンズマンからラッカ星を襲う宇宙野武士の退治を頼まれた際には、父の仇であるラーメンマンを目の前にしながらもラッカ星を救うことを優先、ラーメンマンたちと共闘しており、困っている人を見捨ててはおけないブロッケンJr.の性格が現れている。

### 第21回超人オリンピック ザ・ビッグファイト編
ブロッケンJr.は好調を維持したまま、第21回超人オリンピック ザ・ビッグファイトにドイツ代表として出場。優勝候補の一人として数えられており、第一予選のふるい落としにおいてほとんどのドイツ超人が脱落する中、ただ一人通過している。最終予選も3位で通過し、決勝トーナメント1回戦ではスイス代表のウォッチマンと対戦。リングサイドで観戦していたラーメンマンを挑発するかのように、彼の得意技であるキャメルクラッチでウォッチマンを真っ二つにして勝利し、さらにウォッチマンの首をラーメンマンに対して挑戦状代わりに投げつけている。アニメでは、倒されたブロッケンマンがラーメンにされる改変がなされたため、ラーメンマンを「黒パンの粉」にすることを宣言していた。
続く2回戦で、因縁の相手であるラーメンマンと対決する。この試合のみあまりにも危険なため、数年前から禁止されていたいわく付きの「コンクリートデスマッチ」での戦いとなっている。下馬評では若く勢いのあるブロッケンJr.が優勢と思われており、実際に試合序盤はあらゆる殺人技を使い、一方的にラーメンマンを攻め立てた。しかし完全に倒すまでには至らず、逆転のロメロ・スペシャル（アニメでは秘技・万里の長城）を受けて屈辱のレフェリーストップ負けを喫した。
この敗北がブロッケンJr.の超人レスラーとしての初黒星であり、後々まで続くトラウマの原因になっている。ただし、同時にブロッケンJr.はラーメンマンの偉大さを感じ取り、以後は彼と師弟のような関係を築くことになる。準決勝のラーメンマン対ウォーズマン戦においてはラーメンマンのセコンドを務め、またその試合で敗れ植物状態になった彼を介護していた。大会終了後の回想で、ラーメンマン戦については「弔い合戦には失敗したが、満足のゆく試合」とコメントしていた。

### 7人の悪魔超人編
アイドル超人の一人としてキン肉マンとミートのピンチに駆けつけ、7人の悪魔超人と戦う。北海道UFO発着所でミスター・カーメンとピラミッドパワーデスマッチで対戦。右肩に食らい付かれた際には、自らカーメンごと右肩を抉り取り、凄まじい勝利への執念を見せている。試合はカーメンの必殺技ミイラパッケージに捕らえられたブロッケンJr.の敗北必至と思われたが、謎の超人の乱入によりカーメンがKOされ、ブロッケンJr.の逆転勝利という判定となった。ブロッケンJr.自身は気絶していたため、謎の超人のことは詳しく覚えていなかったが、その声や雰囲気からとある超人をイメージしており、彼を救世主（メシア）と表現している。
その後、キン肉マン対アトランティスの試合においてキン肉マンを苦しめる亡霊超人を、霊界ポケットを使い救世主やテリーマンと共に自らも亡霊となり退治している。救世主が正体を明かす際には、時々垣間見たシルエットから「ラーメンマン」と言い当てていた（正確には、正体であるモンゴルマンのさらに正体だった）。

### 黄金のマスク編
他の超人と同様に悪魔六騎士に超人パワーを奪われ、銀のマスクが与えてくれた生命維持装置の中でキン肉マンの戦いを見守っていた。しかし悪魔騎士の一人・プラネットマンに魂を取り込まれ、テリーマンらと共に人面疽の一部にされてしまう。ウォーズマンの自己犠牲精神を受けたキン肉マンの一撃でプラネットマンが倒れたため人面疽から脱出し、その際に超人パワーを取り戻した。その後、残りの悪魔騎士が仮死状態となったウォーズマンの体内に入り込み、ブロッケンJr.たち正義超人は罠と知りつつも、彼を助けるためにリサイクル・ゾーンに飛び込む。
ウォーズマンの体内に築かれた五重のリングでの戦いでは、最も早く名乗りを上げ参加する。ブロッケンJr.は2階で悪魔騎士サンシャインと戦いを始めるが、途中でサンシャインと4階のザ・ニンジャが入れ替わり、そのまま対戦相手が変更される。焦熱地獄を司るザ・ニンジャの忍法に大苦戦するが、不屈の闘志と執念で勝利。試合後、1階での闘いを終えていたロビンマスクから「一人前の正義超人」と評価される。
ザ・ニンジャとの戦いの中、帽子を取り丸刈り状の頭部を露出させるシーンがあるが、読者からの評判はよかったという。後のシリーズにて同じように頭部を晒し、評判が悪かったバッファローマンやアシュラマンとは対照的だったと作者は述べている。

### 夢の超人タッグ編
悪魔騎士の生き残りアシュラマンとサンシャインに友情を奪われ、キン肉マンらと敵対。ウルフマンとタッグを組みモースト・デンジャラス・コンビとして宇宙超人タッグ・トーナメントに出場。1回戦第2試合で2000万パワーズ（モンゴルマン、バッファローマン）との対戦となるが、試合開始直後に乱入してきた完璧超人の尖兵であるスクリュー・キッドとケンダマンの攻撃によってウルフマンは気絶してしまう。ブロッケンJr.も瀕死の状態になりながらも起き上がり、「けじめ」と称してバッファローマンに自身をフォールさせ、責任感の強さを見せている。2000万パワーズは乱入コンビを迎撃し、仇をとった。
その後は第3試合にてヘル・ミッショネルズ（ネプチューンマン、ビッグ・ザ・武道）によりマスクを剥がされた超人師弟コンビ（ロビンマスク、ウォーズマン）を守るため、負傷の身でカメラマンを追い払う。2回戦にて再び霊界ポケットを使い、はぐれ悪魔超人コンビ（アシュラマン、サンシャイン）の地獄のキャンバスに苦しめられるマッスル・ブラザーズ（キン肉マン、キン肉マングレート）の救助に向かおうとするが、霊界ポケットを壊されたことで救助できなくなってしまった。なお、地獄のキャンバスから現れた亡霊超人はキン肉マンによって塩を浴びて弱り、マッスル・ブラザーズに封印されている。

### キン肉星王位争奪編
当初は王位継承サバイバル・マッチに出場する気はなかったが、キン肉マンソルジャーの魅力に惹かれて残虐チーム「超人血盟軍」に参加した。この時から握力の鍛錬だけは毎日かかさなかった。副将に選抜され、ソルジャー自身が言いにくい提案を代弁するなど参謀としての役割を果たすなど、超人血盟軍のサブリーダー的存在だった。準決勝では関ヶ原上空の立方体リングにおいて、ソルジャーやバッファローマンと共に知性チーム（キン肉マンスーパー・フェニックス、マンモスマン、プリズマン）と3対3の6人タッグで戦う。相手の裏をかく戦法で知性チームを苦しめるが、プリズマンが放つ超人にとって有害のレインボー・シャワーからソルジャーを守るため、ドクロの徽章を捨て人間に戻る。バッファローマンにソルジャーのことを託して死を覚悟するが、徽章がブロッケンJr.の元に戻り、再び超人パワーを取り戻す。「使命を果たすまでは死ねん」とプリズマンを道連れにし、伊吹山の渓谷に落下していった。キン肉マンがスーパー・フェニックスに勝利した後、キン肉マンのフェイス・フラッシュによって他のメンバーと共に復活した。
その戦績と読者人気から、作者は「主人公チームとは別の活躍の場を与えたい」と考え、王位争奪戦においてはキン肉マンチームではなく超人血盟軍として残虐チームに加えたという。
アニメの『王位争奪編』では軍服が明るい緑色、胸の十字マークが「B」、ドクロの徽章が削除（超人パワーの印は帽子にある鷲の紋章で代用され、超人預言書の内容も原作の「髑髏堕ちる時」から「荒鷲堕ちる時」に変更）などデザインが大幅に変えられていた。

### 完璧超人始祖編
キン肉マンが第58代キン肉星大王に即位し、平和を取り戻した地球を見届けキン肉星に帰還した後、ブロッケンJr.らアイドル超人は長年の戦いによる傷を癒すため、メディカル・サスペンションによる肉体治療を受ける。地球では正義超人・悪魔超人・完璧超人の三属性不可侵条約の締結式が行われ、テリーマンが正義超人代表として条約に署名する。その数日後、宇宙超人タッグ・トーナメントで撃退した完璧超人の本隊である真・完璧超人軍率いる完璧・無量大数軍が条約の撤回のために地球に襲来。
ブロッケンJr.はメディカル・サスペンションによる肉体治療から解放された後、かつての仲間であるロビンマスク、ラーメンマン、ウォーズマンと合流し、共に試合会場に現れ、第2戦（セカンドステージ）から参戦。階段ピラミッドでは第二ステップにてクラッシュマンと対戦。当初は有利に戦うも本気を出したクラッシュマンには圧倒される。頭に血の登りやすい自分とは違い、常に冷静なクラッシュマンに苦戦し「未完の大器」と小馬鹿にされるが、ラーメンマンの「ブロッケンマンこそ生涯最強の相手だった」という言葉に勇気づけられ、自分のファイトスタイルを貫いた。変形トマホークチョップでクラッシュマンに逆襲し、さらにキャメルクラッチでアイアングローブの一本をへし折り、鉄壁のガードを破ることに成功。最後はベルリンの赤い雨でクラッシュマンを切り裂き勝利した。「未完の大器」の名を覆し、完全勝利した。
ザ・ニンジャが銀閣寺の「シルバーキャッスル」でカラスマンと対戦の際にキン肉マンたちと共に応援に駆けつけ、ザ・ニンジャの真意を悟るとキン肉マンたちと共に超人血盟軍「Lの陣形」を作って無言のエールを送る。当初は悪魔超人として戦うザ・ニンジャに冷たくされるも彼が持つ無言の「真・友情パワー」を感じ取り、自らもまた無言のエールを送り友情を深めた。
そして、キン肉マンを担いで飛び去ったストロング・ザ・武道を追って、テリーマンたちと共に国立競技場に向かう。そこに現れた許されざる世界樹のサイフォンリング4階で、完璧超人始祖の一人サイコマンと交戦する。負傷したザ・ニンジャを病院送りにし小馬鹿にしたサイコマンに立ち向かい、「ベルリンの赤い豪雨」「ゾーリンゲンの鈍色刃」など新技を見せ、「ブレーメン・サンセット」を喰らわせ、「ベルリンの赤い雨」でサンダーサーベルを破るなど己の持てるすべての力を以って挑み、冷や汗をかかせるほどにまで追い詰めるも実力差は大きく、両手の指を全てへし折られ完敗した。その後、シルバーマンの介入により一命を取り留め、病院へと搬送された。

### オメガ・ケンタウリの六鎗客編
サイコマンにやられた負傷から回復し、テリーマンたちと共にキン肉星のマッスルガム宮殿の叙勲式に招かれている最中に、大魔王サタンの放った結界に閉じ込められてしまう。しかし、キン肉マンソルジャー（キン肉アタル）に頼まれた残虐の神によって結界に一瞬開けられた穴から、ソルジャーのタッグパートナーに選ばれて結界からただ一人解放されて復活した安土城に転移し、タッグチーム・フルメタルジャケッツの片翼としてオメガマン・アリステラとマリキータマンのタッグチームであるオメガ・グロリアスと、復活した関ヶ原の浮遊立方体リングで対戦する。そして、オメガ・グロリアスが放ったスクリュー・キッドとケンダマンのコンビ技「地獄のネジ回し」に酷似した「アンセンションギムレット」を凌ぎ切ったことで過去のトラウマを完全に克服する。試合の最中にオメガ・グロリアスの2人に先祖らの怨みに囚われているのは過ちでこのままでは彼らが不幸になり、かつての怨みに囚われた自身と同じで今のままでは彼らに未来が無いと言い、自身の仕事は彼らを救うために怨みを捨てた自身の今の力を見せつけることだと決め、オメガ・グロリアスの2人も驚愕するほどの力と実力を発揮して、キン肉マンソルジャーとのコンビ技であるナパームコンビレゾンでマリキータマンをKOするが、それまでに受けた負傷から戦闘不能状態になり、リング外へ戦線離脱する。フルメタルジャケッツがオメガ・グロリアスに勝利した後、太古にジャスティスマンがザ・マンから聞いたさらなる危機についての話を聞くために、アタルたちやキン肉マンたちと共にジャスティスマンが開いたワームホールを通って超人墓場へと向かう。そしてザ・マンから、全宇宙の超人たちを死滅させようとする調和の神とその一派が、ザ・マンと邪悪五大神が所持しているカピラリアの欠片を奪うために、実体を得るための下天を行って地上に襲来するだろうとの話を聞く。

### 新シリーズ
調和の神を始めとする超神たちが地上に襲来した後、ザ・マンからの指示で引き続きキン肉アタルと組んで超神たちの行き先へと向かい、3体の超神たちがいるソ連（現リトアニア）シャウレイの十字架の丘に到着し、そこでサタンクロスと超神ザ・ナチュラルとの試合を観戦する。その最中にアシュラマンが、そしてナチュラルに敗れたサタンクロスが息を引き取った直後にバッファローマンとザ・ニンジャが到着し、キン肉アタルから超神たちに対抗するために今こそ“血盟の理念”を示すべきだと告げられ、超人血盟軍を再結成・再加入する。
人気投票企画「キン肉マン超人総選挙2013」では4位、「キン肉マン超人総選挙2015」では8位、「キン肉マン超人総選挙2017」では10位、「キン肉マン超人総選挙2019」では8位、「キン肉マン超人総選挙2021」では7位、「キン肉マン超人総選挙2024」では7位にランクインしている。

### アニメオリジナル
テレビスペシャル「決戦!7人の正義超人vs宇宙野武士」では宇宙野武士と戦う7人の正義超人の1人に選ばれ、作戦参謀としての腕を振るった。
以下は時系列上、「夢の超人タッグ編」と「キン肉星王位争奪編」の間となる。
「ザ・サイコー超人の挑戦編」ではキン肉マンの宇宙超人タッグ・トーナメント優勝の祝賀会に招待されるも、ザ・サイコー超人軍団が襲来。テリーマンとともにサイコー超人軍団四天王の一人・ガンガリアンの軍団と戦い勝利する。
「地獄の極悪超人編」では、キン肉マンらと共に真の正義超人の証明である正義の剣を受け取るべく、正義超人発祥の地といわれるキンモク星へ行く。しかし、その場に現われた裏格闘超人界の超人・極悪超人と正義の剣を巡って闘うことになる。
ブロッケンJr.はロビンマスク、ウォーズマンと共に、第4戦をスカイデビルの谷にて正義超人3人vs極悪超人5人（ジライヤー、グドン、ブルドッキー、ビッグマグナム、バラッキー）の変則タッグマッチを行う。ロビンマスクとウォーズマンが極悪超人側を2人ずつ道連れに落下し、ブロッケンJr.はバラッキーと一騎討ちとなる。上半身と下半身を分離させて戦うバラッキーに苦戦し、さらには正義の剣の不思議な力によりリングまで傾くが、逆境を利用しベルリンの赤い雨でバラッキーを縦に一刀両断し、正義超人軍の勝利を得る。しかし勝利宣言をもらった後、力尽き谷底へと落下する。その後は極悪超人と戦うキン肉マンのイメージ内で彼を激励し、試合終了後には谷底の宝を守っていた竜に助けられていたことが判明し、生還する。

### 主要対戦成績
- シングルマッチ
  - ○ウォッチマン（キャメルクラッチ）
  - ×ラーメンマン（ロメロ・スペシャル ※アニメでは秘技・万里の長城）
  - ○ミスター・カーメン（モンゴルマンのレッグ・ラリアート）
  - ○ザ・ニンジャ（道づれ地獄）
  - ○クラッシュマン（ベルリンの赤い雨）
  - ×サイコマン（リフトアップスラム）
- 非公式戦
  - ×キン肉マン（キン肉バスター ※スパーリング）
- タッグマッチ
  - ×乱入コンビ（スクリュー・キッド / ケンダマン、地獄のネジ回し）
  - ×2000万パワーズ（モンゴルマン / バッファローマン、片エビ固め）
  - ○極悪超人組（ジライヤー / グドン / ブルドッキー / ビッグマグナム / バラッキー、ベルリンの赤い雨）
  - ×知性チーム（キン肉マンスーパー・フェニックス / マンモスマン / プリズマン、マッスル・リベンジャー）
  - ○オメガ・グロリアス（オメガマン・アリステラ / マリキータマン、アタル版マッスル・スパーク）
- 団体戦
  - ×知性チーム（0勝2敗1引き分け）

## 『キン肉マンII世』でのブロッケンJr.

### 王位継承サバイバルマッチ終了後
王位継承サバイバル・マッチが終了した後、ブロッケンJr.は東西に分かれていがみ合っていた故郷ドイツに戻り、母国の平和のために力を使おうと張りきっていた。だが直後にベルリンの壁の崩壊により祖国に平和が戻り、活躍の場がなくなってしまった。念願の平和が訪れたことを喜ぶが、戦うことのみの生活を送っていた彼にとって実際の平和な日々は退屈なものであった。他の目標を見つけようとするも叶わず、いつしか酒浸りの毎日を送るようになり、ベルリン市民からも疎まれる存在になっていく。
そんな自堕落で荒んだ生活が20数年間続いたが、ある日孤児であるジェイドと出会う。すぐにジェイドを超人だと見抜いたブロッケンJr.は、その高い格闘センスと、育ての親である人間の夫婦が超人差別主義のチンピラにリンチを受け殺害されるという過去がありながらも、人間のためにその力を使いたいというジェイドの純粋でまっすぐな気持ちに打たれる。そして彼を弟子とし一人前の超人に育て上げることを決意した。ブロッケンJr.にとって新たな生き甲斐ができた時であった。ヘラクレス・ファクトリー設立の際には、その指導力を買われ教官へと誘われていたが、ジェイド一人を育て上げることを理由として申し出を断っている。
試合ではジェイドのセコンドに付き、冷静で的確な指示を送っていたが、第22回超人オリンピックにおいてキン肉万太郎との友情が瀕死の重傷を負ったジェイドを救ったのを見て、既に自分がジェイドに教えるものはないと感じ取り、彼の元を去っていった。
ゆでたまごはスペル・デルフィンの「ブロッケンJr.のJr.の登場はあるのでしょうか?」の質問に対し、「ブロッケンIII世の名前でその内登場すると思う」と回答している。その後息子ではなく愛弟子ジェイドが登場しているが、後のインタビューにおいてゆでたまごは「ブロッケンJr.が結婚して幸せになっているイメージは思い浮かばなかった」と、息子が登場させなかった理由を答えている。
第1回キャラクター人気投票では第5位、第2回キャラクター人気投票では第18位、第3回キャラクター人気投票では第12位 にランク入りしている。

### 究極の超人タッグ編
宇宙超人タッグ・トーナメント終了直後、突如未来から現れた時間超人および、それを追ってやってきた万太郎たち新世代超人を敵視する。未来の弟子であるジェイドを突き飛ばし、テリーマンに「まやかしに乗るな」と注意を促していた。
究極の超人タッグ戦では、当初はザ・マシンガンズのセコンドとして彼らの試合をサポートするつもりだったが、その闘いを見て超人レスラーとしての本能に火が付き、ジェロニモと共にチーム「ザ・テガタナーズ」としてリザーブマッチに名乗りを上げる。前回の宇宙超人タッグ・トーナメントで受けた傷を抱えながら世界五大厄（時間超人ライトニングとサンダー）と闘う。
前大会ではいい所を見せられず敗退し、実力があるが勝ち星に恵まれないイメージがあったと語られるものの、時間超人の出現によって時間軸にずれが生じ、その才能が開花した。正義超人をもっとも苦しめた「“伝説”破壊鐘」を破壊するなど善戦するものの、今一歩及ばず右腕を切断されて敗北する。だがその闘いの中、自分を「師匠（レーラァ）」と呼ぶジェイドを、過去の自分が父・ブロッケンマンを師匠と呼んでいたことと重ね、彼が未来から来た正義超人であり自分の弟子であることを確信し、心の握手を交わした。その際、ドイツの諺と称し「ふたりというものはいいものだ。楽しい時には二倍楽しめる。そして苦しい時は半分で済む」とジェイドに伝えた。この諺はドイツの詩人ティートゲの名言が由来であり、究極の超人タッグ編のラストを締めくくる言葉にもなった。最終回にて万太郎が投げたトロフィー球根の破片を口に含み、右腕が再生した。
時間超人に右腕を切断されたため、ジェイドの知る未来のブロッケンJr.は右腕がフック状の義手になり、貧乏な生活を送る超人となったが、使用不可になったベルリンの赤い雨に代わり新たに開発した技「ブロッケンの帰還」をジェイドに習得させている。
第4回人気投票では3位にランク入りしたが、入院中であったため、直接登場はなかった。

### 主要対戦成績
- タッグマッチ（テガタナーズ）
  - ×世界五大厄（ライトニング / サンダー、死時計の刻印）

## 劇場版でのブロッケンJr.
第1作『キン肉マン』では、宇宙地下プロレス連盟のオクトバスドラゴン3世に奪われた二階堂マリとキン肉マンのチャンピオンベルト奪還のため、キン肉マンたち正義超人と共にメトロ星へ行く。その際、宇宙船の操縦を受け持っていた。道中、森林地帯に現れたウコン率いる忍者超人をラーメンマンと共に食い止める。
第2作『大暴れ!正義超人』では長年の夢である体育大臣に就任する。ブラックエンペラーの部下・ブラックレインの軍団に襲われるも、これを撃破。富士の裾野で苦戦するキン肉マンと合流し、ベルリンの赤い雨でブラックレインを撃破する。
第3作『正義超人vs古代超人』では、大西洋にてアトランティス大陸を探索していたところ、古代超人のジョーズサタンの軍団と闘い、これを撃破。古代超人の本拠地であるサタンタワーでの闘いでは、三番目に入場し、ジョーズサタンと相打ちになる。この時放ったベルリンの赤い雨は両手両脚を使った乱撃技となっており、本来のものとはかなり異なる。
第4作『逆襲!宇宙かくれ超人』では、他の正義超人と一緒にハイドラキングにさらわれたロビンマスク救出に立ち上がり、共にハイドラ星へ向う。道中、ハイドラキングがブロッケンJr.の弱点だと勘違いして仕掛けた激流の罠にかかるが、それが好物であるドイツの本場ビールだったため気力を回復。ハイドラキングの部下の一人であるニューブラックレインを撃破し、正義超人の合体技・超人サザンクロスでハイドラキングを撃破する。
第5作『晴れ姿!正義超人』ではベルリンで大相撲のドイツ興行に来たリキシマンに付き添っていた所、朱天童子の部下である朱天軍団が襲来し、キン肉マンを助けるために他の正義超人たちと共に江戸時代へタイムスリップする。道中、リキシマンとモースト・デンジャラスコンビを再結成し、四天王の一人ザ・サンゾクーンの軍団と戦う。
第6作『ニューヨーク危機一髪!』では復活した悪魔将軍に吸収されるが、キン肉マンが悪魔将軍に勝利したことにより救出される。
第7作『正義超人vs戦士超人』では戦士超人にミートを人質にとられ、他の正義超人と共に仲間に頼りきりのキン肉マンに活を入れるために、サッカーの試合でアルゼンチンに勝つまで他のことは一切やらないと芝居を打ち、キン肉マンの頼みを断る。その後、キン肉マンが窮地に陥った際に駆けつけ、戦士超人センジュカーンと戦う。

## 番外編・読切作品でのブロッケンJr.
「ロビン・メモの巻」ではブートンに攫われたロビンマスクとロビンメモ奪回のために、他の正義超人たちとウィーク・ポイント星に行く。ロビン・メモにより弱点の右肩を砲台で狙われつつも、相手の砲台を奪う活躍を見せた。最後は合体技・超人サザンクロスでブートンを撃破。
『キン肉マン』より200年後の世界に当たる『SCRAP三太夫』では超人博物館にブロッケンJr.の戦闘服が展示されている。
『マッスル・リターンズ』では、ロビンマスク対BUKIボーイの試合を観戦。
「キン肉マンVSテリーマン」ではキン肉マン側につき、キン肉マン対テリーマンの闘いを観戦する。
『週刊少年ジャンプ』40周年記念企画「キン肉マンの結婚式!!の巻」ではキン肉マンの望んだガチンコスパーリングで二番手を務め、キン肉マンと初対決。ベルリンの赤い雨でキン肉マンの胸を傷つけるが、キン肉バスターを受けて敗北する。その際には互いの必殺技を受けたことを2人とも「いい思い出だ」としていた。
短編集『キン肉マン 読切傑作選2011-2014』の描き下ろし作品「ラーメンマンとブロッケンJr. 〜恩讐の彼方に〜」では超人オリンピック ザ・ビッグファイトでのラーメンマン戦直後のエピソードが描かれ、ラーメンマンと再び相対する中で父の仇討ちという復讐心に囚われるあまり忘れていたブロッケンマンから教わった技の真髄を思い出し、さらにブロッケンマンを供養し敬意を示したラーメンマンに涙し、わだかまりが氷解する。

## 得意技
ブロッケンJr.の大技はなるべく詩的な響きになるように名付けられており、地名と色が入っている。

### シングル技
ベルリンの赤い雨
凄まじい速さで手刀を繰り出すことによって衝撃波を発生させて相手を切り裂く技で、噴き出す血が雨を連想させるところから、この名が付いた。テーマソングのタイトルにもなったブロッケンJr.の代名詞的な技にしてブロッケン一族に代々伝わる技で、彼の異名にもなっている。初使用時は手刀から刃物が出ている描写があった。『キン肉マンII世』では当初はジェイドと違う形と区分されたが後にジェイド同様、手刀から炎が噴出している。
『キン肉マン』では左手で繰り出すが（右手での使用は「キン肉星王位争奪編」でのプリズマンに対してのみ）、『キン肉マンII世』では右利きとされ、ベルリンの赤い雨を繰り出すのは右手と解説されている。
ゲームではジェイドとともに放つ「ベルリンの赤い豪雨」や連続で放つ「連撃ベルリンの赤い雨」、「ベルリンの赤き猛雨」などもある。『キン肉マンII世』では「ベル赤」と略称されることが多くなった。
劇場版『キン肉マン 正義超人VS古代超人』ではジョーズ・サタンを相手にベルリンの赤い雨を放っているが、この時は両手両足を使った連続攻撃となっている。
PlayStation 2ゲーム『キン肉マン ジェネレーションズ』では左右の手で連続で斬り付ける技としても描写された。
ベルリンの赤い豪雨
サイコマン戦で使用。連続で放つベルリンの赤い雨。過去に発売された一部のゲーム作品でも同名の技があるが別物である。
ブレーンクロー
相手の頭蓋を掌で捕らえ、強靭な指の力で絞め付ける、握力200kgを軽く超えるブロッケンJr.ならではの技。その威力は通常の「アイアンクロー」を遥かに上回り、ウォーズマンのマスクを砕くほどとされる。
原作では単行本内の企画「もしこの超人が戦ったら」で、ウォーズマンとの試合を想定した場面で繰り出していたが、アニメでは数回使用されており、劇場版『正義超人vs戦士超人』ではベルリンの赤い雨と並ぶブロッケンJr.の得意技として紹介。相手の頭部を捕らえ、パンチを繰り出したり、ブレーンクローで掴んだ敵を頭上で振り回し、ヘリコプターのように空を飛んで相手を投げ飛ばす荒技を披露している。
カリフォルニア・クラッシュ
相手を肩へ抱え上げ、ダッシュで勢いをつけた後マットに叩きつける「オクラホマ・スタンピード」と同様の技。キン肉マンは「この技から逃れた超人はいない」と発言したが、ザ・ニンジャには「順逆自在の術」によって返された。
この技にアメリカの地名カリフォルニアがついているのは、ハルク・ホーガンが「オクラホマ・スタンピード」をこの名前で使用しており、実際に存在する技であるため。
単行本の復刻版では技名がアバランシュホールドに変更されている。
順逆自在の術（じゅんぎゃくじざいのじゅつ）
技の掛け手と受け手を一瞬で入れ替える技。ザ・ニンジャの技を見よう見まねで使ったもの。
ハンブルグの黒い霧
相手の頭部に倒立した体勢から、その顔面目掛け両脚（アニメでは片脚）で蹴りを放つ。サイコマン戦では両手を掴んで押し返し、その状態から蹴りを放っている。
ブレーメン・サンセット
相手の両腕を自分の脇に抱え込み、かんぬきスープレックスのような体勢で相手を後方に投げる技。プリズマンを相打ちに持ち込むために使用。
アニメでは、とどめの技がフランケンシュタイナーの派生型に変更されたため使用していない。
トマホークチョップ
クラッシュマン戦で使用。元はジェロニモの技だが、両手を組み合わせて放つのではなく、首元に叩き込むモンゴリアンチョップと同様のフォームになっている。
キャメルクラッチ
ラーメンマンが父ブロッケンマンを惨殺した際に使用した技で、彼への復讐のため習得した。クラッシュマン戦ではアイアングローブの一つを破壊した。
殺超人ミスト
口から吐く毒霧。別名「ナチスガス殺法」「毒ガス攻撃」。『キン肉マン』では得意技とされているものの使う機会はなく、『キン肉マンII世 究極の超人タッグ編』において初使用となった。
叛乱の制服（はんらんのせいふく）
自分の着ている服を帯状に変化させ、相手を絡み捕らえる。
シュトゥットガルトの憂鬱（シュトゥットガルトのゆううつ）
「叛乱の制服」から派生する。相手の両足を「叛乱の制服」で絡み捕らえ、ボストンクラブのように締め上げる技。その後相手を後方に投げ、ドロップキックで追撃した。
ブロッケンの帰還（ブロッケンのきかん）
時間超人に右腕を切断されベルリンの赤い雨が使えなくなったため、それに代わる必殺技として開発した。右肩を軸にコーナーポストで回転し、その勢いを利用して自分の片足首を掴んだ状態で相手に突進、己の足を鋭利な刃に変化させ相手を切り裂く。
ベルリンのつむじ風
錐揉み回転しながらのドロップキック。
ゾーリンゲンの鈍色刃（ゾーリンゲンのにびいろやいば）
サイコマン戦で披露した新必殺技。強力な握力で相手の顔面と片手を押さえつけた状態で上空へ飛び上がり、上下反転して落下。相手の頭部をコーナーポストに叩き付ける。
原作担当の嶋田隆司によると、技名は地理用語集を持ち込みドイツの地名を書きだしていって決められており、最初はシュトゥットガルトにするつもりだったが、担当編集者に「そこはもう『II世』で使っています」と言われ変更することになったという。
ローレライの青碧雪崩（ローレライのせいへきなだれ）
オメガ・グロリアス戦で、オメガマン・アリステラとマリキータマンに対して使用。両脇に2人の相手を抱え込み、ダブルのネックチャンスリードロップを叩きつける。

### タッグ技
モースト・デンジャラス・ラッシュ
モースト・デンジャラス・コンビのゲームオリジナル技。ブロッケンJr.の手刀、ウルフマンの張り手による激しいラッシュで相手2人を上空へ飛ばし、落ちてきたところを前方へ吹き飛ばしリング中央で正面衝突させる。
友情の涙雨
テガタナーズのツープラトン。ジェロニモのチョップに自分の手を添えることにより、強化されたツープラトンのベルリンの赤い雨。
バトルフィールドドロップキック
フルメタルジャケッツのツープラトン。ロープの反動を使い、キン肉マンソルジャーと共に同時にドロップキックを放つ。
ドリル・ア・ホールキャノンドライバー
フルメタルジャケッツのツープラトン。キン肉マンソルジャーが逆さ状態の相手の両腕をクロスさせて取り飛び上がり、その上からブロッケンJr.が相手の両足に自分の両足を乗せ、そのままマットに叩きつける。
ナパームコンビネゾン
フルメタルジャケッツのツープラトン。キン肉マンソルジャーがナパーム・ストレッチで相手を拘束してからブロッケンJr.がソルジャーの両足と相手の背中を固定し、激しく回転しながらコーナーポストに胸から激突させる。
回転を加えることで相手の平衡感覚を失わせ、タッグ戦においてはもう片方のカットを防ぐ効果を持つ。相手は落下の際に胸にアルファベットの「AB」の文字が刻まれる。

## プロフィール
- 種別 - 残虐超人[39]→正義超人
- 出身 -  西ドイツ・ベルリン[40][39]
- 身長体重 - 195cm 90kg[40][39]（初期は185cm 85kg[37]）
- 血液型 - AB型[41]
- スリーサイズ - B130 W80 H94[41]
- 超人強度 - 90万パワー[40][39]
- 誕生日 - 4月23日[42][43]
- 年齢 - 18歳[40]、『II世』開始時52歳[44]
- 好物 - ビール[45]
- 趣味 - 読書[46]
- 弱点 - 右肩[47]

### 異名
- ベルリンの赤い雨[48]
- 誇り高きゲルマン戦士[49]
- 鬼の師匠（レーラァ）[50]
- マットの戦略家[51]
- 善戦超人[52]
- 万年未完の大器[53]
- 軍服を着た殺人鬼[54]
- 若き勇士 泥臭い根性の男[55]
- ブロッケン一族の魂[56]
- 闘う魂[56]
- ベルリンの意地[56]
- 闇を切り裂く正義の手刀[56]
- 誇りをかけた鈍色の一閃[56]

### 主な肩書き
- 超人血盟軍・副将

### 個人タイトル歴
- 超人ブラスナックル選手権[57]
- ベルリン超人ヘビー級[57]

## 声優
水鳥鉄夫
- テレビアニメ『キン肉マン』
- 劇場版アニメ第1作『キン肉マン 奪われたチャンピオンベルト』 - 第7作『キン肉マン 正義超人vs戦士超人』
- テーマソング
- パチスロキン肉マン
- CRぱちんこキン肉マン

掛川裕彦
- テレビアニメ『キン肉マン キン肉星王位争奪戦』

川津泰彦
- テレビアニメ『キン肉マンII世』シリーズ
- 各種コンピュータゲーム

笠間淳
- テレビアニメ『キン肉マン 完璧超人始祖編』

2010年7月に水鳥が死去した際には、原作漫画において追悼記念の扉絵が掲載された。

## テーマソング
ベルリンの赤い雨
歌 - 宮内タカユキ、こおろぎ'73 / セリフ - 水鳥鉄夫（ブロッケンJr.） / 作詞 - 森雪之丞 / 作曲 - 芹澤廣明 / 編曲 - 奥慶一

## コンピュータゲーム
『キン肉マン』初のゲーム化作品『キン肉マン マッスルタッグマッチ』では、8体のプレイヤーキャラクターの一人としてブロッケンJr.が登場している。必殺技「ナチスガス殺法」が飛び道具技であるため性能が格段に高く、当時は「ブロッケンJr.使用禁止令」が出されたといわれている。ナチスに対する規制が厳しいため、日本国外版『M.U.S.C.L.E.』ではジェロニモに差し替えられている。
『マッスルタッグマッチ』のリメイク作品に当たる『キン肉マンII世 ドリームタッグマッチ』では、レベル2技「ベルリンの赤い雨」が弧状の飛び道具となっている。他にはレベル1技に「ハンブルグの黒い霧」、レベル3技に「ブレーメン・サンセット」が追加。
『キン肉マンII世 新世代超人VS伝説超人』など『キン肉マンII世』以後のゲームでは、タッグチームを組むキャラクターによっては特定のチーム名が付けられる。以下にそれを示す。
- モースト・デンジャラス・コンビ - ウルフマン
- 超人血盟軍 - バッファローマン、アシュラマン、ザ・ニンジャ
- ザ・テガタナーズ - ラーメンマンorモンゴルマン※『究極の超人タッグ編』ではジェロニモとのチーム名に使われた
- レッドレインズ - ジェイド

レッドレインズのみゲーム独自の名称である。
『キン肉マンII世 新世代超人VS伝説超人』のストーリーモードでは、新世代超人の修行を終えた後、彼らの実力を確かめるために戦う。
『キン肉マンII世 超人聖戦史』では主人公の正悪を示す属性ゲージが一定値なら仲間にできる。また主人公が選んだルートにより扱いが分かれる。以下にそれを示す。
- 共通・正義ルート

原作同様。主人公が超人オリンピックに出場すれば戦闘可能。
- ソルジャールート

キン肉星王位争奪編にて主人公がソルジャーチームに加入するとチームメイトとして自動的に仲間になる。
- 中立ルート

原作と同様。7人の悪魔超人編における対抗戦で悪魔超人側に付くと闘うことも可能。夢の超人タッグ編では主人公がタッグトーナメントに乱入すると、対戦することになる。
- 悪行ルート

7人の悪魔超人編における対抗戦にて死亡。以後ゲームに登場しない。

## その他
- 父・ブロッケンマンと共に、ナチス・ドイツを強く連想させるキャラクターであるため、日本国外では規制が入る場合がある。
- テレビアニメ『キン肉マン キン肉星王位争奪編』放送時に発売された玩具『超人パワーシリーズ』では「13 ミスターブロッケンJr.」名義で発売。アニメでも一度だけこの名称で呼ばれたこともある。